# Blanksvart rödrock
Blanksvart rödrock (Ampedus nigerrimus) är en art i insektsordningen skalbaggar som tillhör familjen knäppare. 

## Kännetecken
Denna skalbagge har en kroppslängd på cirka 9 millimeter. Dess kroppsform är långsmalt oval och i jämförelse med andra närbesläktade arter av knäppare relativt bred. Färgen är vanligen svart, både på kropp, ben och antenner. 

## Utbredning
Blanksvart rödrock finns i mellersta och östra Europa. I Norden har den hittats på ett fåtal platser i Danmark och Sverige.

## Status
Den blanksvarta rödrocken är vanligast i östra Europa. I mellersta Europa betraktas den som sällsynt. I Sverige var arten av Artdatabanken upptagen i 2005 års Rödlista som akut hotad och det uppskattades inte finnas mer än 250 reproduktiva individer kvar. Det största hotet mot arten angavs som bristen på grov, brunrötad ekved, till vilken artens larvutveckling är starkt knuten. I 2010 och 2015 års rödlista anges den som starkt hotad. Även i Danmark är arten mycket sällsynt och har försvunnit från många områden där den tidigare hittats.

## Levnadssätt
Som larv lever den blanksvarta rödrocken av gammal och ganska fuktig ekved som är angripen av brunröta. Till viss del livnär sig larver troligtvis även genom predation på andra insektslarver, som larver av olika myggor och flugor. Det tar flera år för larven att utvecklas så långt att den är redo att förpuppa sig. Förpuppningen sker under slutet av sommaren och den fullbildade skalbaggen, imagon, övervintrar i puppkammaren och kommer fram i början av maj följande vår.